# Dessine-moi un jouet
Dessine-moi un jouet est un téléfilm français réalisé par Hervé Baslé en 1999. Il dure 120 minutes.

## Synopsis
1913, dans la campagne jurassienne. Alphonse Bomme est de ces agriculteurs qui occupent les longs mois d'hiver à la fabrication d'objets en bois... Il vit dans une ferme isolée avec son épouse Antoinette et leur fils Louis, âgé d'une dizaine d'années, pour lequel il nourrit de grandes ambitions. Progressiste et intègre, ce paysan tourneur ne s'entend guère avec Joseph Parroz, le roulier auquel il vend sa marchandise et dont il sait les manœuvres de séduction auprès de son épouse ! Loin des querelles d'adultes, le cœur de Louis bat la chamade pour Marie, la fille de Raoul Monge, l'instituteur. Trop timide pour déclarer sa flamme, il a l'idée de creuser les quilles en bois confectionnées par son père pour leur donner le visage de sa bien-aimée. En les peignant, il obtient alors de ravissantes poupées qu'il glisse dans le manteau de Marie. Mais, un jour, la fillette tombe malade. Atteinte de tuberculose, elle est conduite à l'hôpital et placée en quarantaine. Louis s'y rend souvent, l'observant par la porte vitrée. Un après-midi, sur le chemin du retour, il croise Klaus, un tourneur allemand qui a dû fuir son pays après avoir pris la tête d'une révolte ouvrière...

## Fiche technique
Ce téléfilm a été tourné en partie à Gigny-sur-Suran, au lieu-dit « Le Sauget », à Saint-Amour dans le Jura et à Cuiseaux dans le département de Saône-et-Loire.
genre : Drame

## Distribution
- Roland Blanche : Alphonse Bomme
- Catherine Frot : Antoinette Bomme
- Tanguy Bothorel : Louis Bomme
- Armonie Sanders : Marie Monge
- Jacques Spiesser : Raoul Monge
- Olivier Saladin : Joseph Parroz
- Jacques Boudet : Abbé Michalon
- Christoph Waltz : Klaus Hermann
- Paul Crauchet : Le mendiant
- Jean-Pierre Cassecuelle : Le Croque Mort Assistant qui porte le cercueil